# Clavija subandina
Clavija subandina är en viveväxtart som beskrevs av B. Stahl. Clavija subandina ingår i släktet Clavija och familjen viveväxter. Inga underarter finns listade i Catalogue of Life.